# Michael F. Zimmermann
Michael F. Zimmermann (* 23. Dezember 1958 in Münster; † 9. April 2025 in Heidelberg) war ein deutscher Kunsthistoriker.

## Leben und Werk
Michael F. Zimmermann wurde 1958 in Münster in Westfalen geboren. Sein Abitur erwarb er 1977 am humanistischen Burggymnasium in Essen. Er studierte daran anschließend bis 1980 Kunstgeschichte, Philosophie und Geschichte an der Universität zu Köln, gefördert durch die Studienstiftung des Deutschen Volkes. 1980 ging er mit Unterstützung des Deutschen Akademischen Austauschdiensts für ein Jahr nach Rom und studierte dort an der Bibliotheca Hertziana und der Universität La Sapienza. Vom Herbst 1981 bis Ende 1984 setzte er sein Studium in Paris an der Sorbonne (Universität Paris IV) fort, wiederum unterstützt von der Studienstiftung des Deutschen Volkes. Im März 1983 erhielt er den Magister an der Universität zu Köln mit einer Abschlussarbeit über Die Krise des Impressionismus, die Kunstkritik und der Durchbruch der Dritten Republik nach einer Dekade gescheiterter Restaurationsbemühungen um 1879, betreuende Professoren waren Joachim Gaus und Hans Ost. Im Februar 1985 wurde er mit einer Studie über Seurat. Sein Werk und die kunsttheoretische Debatte seiner Zeit promoviert, ebenfalls bei Joachim Gaus und Hans Ost.
Von 1985 bis 1990 war Zimmermann wissenschaftlicher Assistent an der Freien Universität Berlin am Lehrstuhl von Thomas W. Gaehtgens und von 1990 bis 1991 am deutschen Kunsthistorischen Institut in Florenz. Von Oktober 1991 bis September 2002 war Zimmermann dann Zweiter Direktor des Zentralinstituts für Kunstgeschichte in München. Während dieser Zeit arbeitete er an seiner Habilitation und am 20. Dezember 2000 wurde er an der Freien Universität Berlin im Fach Kunstgeschichte habilitiert mit einer Arbeit über die Industrialisierung der Phantasie. Illustrierte Presse, Malerei und das mediale System der Künste in Italien während des Aufbaus der modernen Staatsnation, 1875-1900. Das Thema seines Habilitationsvortrags lautete Cosimos I. Garten in Castello. Gedanken über Manierismus und Kunstgeschichte. Am 25. Februar 2001 wurde er im Rahmen eines internationalen Wettbewerbs durch den Conseil National des Universités (CNU) für die Liste der von 2001 bis 2005 für französische Professorenstellen qualifizierten Bewerber nominiert. Vom Februar bis zum März 2001 lehrte er als Gastprofessor an der Universität Paris X und vom September bis Dezember 2001 als Robert Sterling Clark Visiting Professor im Rahmen des Graduate Programme in the History of Art am Williams College Williamstown (Massachusetts).
Von Oktober 2002 bis August 2004 war er Professor für Kunstgeschichte der Neuzeit und der Moderne an der Université de Lausanne, ab September 2004 war er Inhaber des Lehrstuhls für Kunstgeschichte an Katholischen Universität Eichstätt. Ab 2006 war er Sprecher des Masterstudiengangs Historische Kunst- und Bilddiskurse im Elitenetzwerk Bayern. Vom Februar bis März 2007 war er Gastprofessor an der École normale supérieure in Paris, wo er in Anwesenheit des Filmhistorikers Jean-Loup Bourget und der Philosophin Claude Imbert über Images du mouvement – mouvements des images. La vision cinématographique, 1860–1914 lehrte.
Ab 2008 war er ordentliches Mitglied der Bayerischen Akademie der Wissenschaften, 2012 wurde er als ordentliches Mitglied in die Academia Europaea aufgenommen.
Zimmermann starb am 9. April 2025 im Alter von 66 Jahren.

## Schriften (Auswahl)
- Seurat. Sein Werk und die kunsttheoretische Debatte seiner Zeit VCH, Acta Humaniora, Weinheim 1991
- Les mondes de Seurat. Fonds Mercator, Antwerpen 1991
- Seurat and the art theory of his time. Fonds Mercator, Antwerpen 1991
- Seurat en de kunsttheorie van zijn tijd. Fonds Mercator, Antwerpen 1991
- Industrialisierung der Phantasie. Deutscher Kunstverlag, München 2006
- Lovis Corinth. C. H. Beck, München 2008
- Die Kunst des 19. Jahrhunderts. C. H. Beck, München 2011